# Пашазаде, Ильгар Тахир оглы
Пашазаде Ильгар Тахир оглы  (азерб. Paşazadə İlqar Tahir oğlu; род. 5 апреля 1963, Баку) – филолог, журналист, сценарист. Директор Азербайджанского Национального представительства Межгосударственной телерадиокомпании «Мир». Заслуженный журналист Азербайджана (2010).

## Биография
Родился 5 апреля 1963 года в городе Баку. В 1985 году окончил очное отделение филологического факультета Азербайджанского государственного университета имени Кирова. Со студенческих лет публиковался в республиканской и российской прессе, в том числе газете “Комсомольская правда”. 
В 1986 году по распределению был направлен в Государственный Комитет по телевидению и радиовещанию Азербайджанской ССР. В 1989 году принят в Союз журналистов СССР. Прошел путь от младшего до главного редактора. С 1992 года руководил творческим объединением радиопрограмм на русском языке Республиканского Радио. 
В 1997 году был назначен главным редактором редакции «Хазар» Государственного Телевидения. Руководил телепрограммами «День» и «Лицом к лицу». 11 декабря 2002 года назначен директором Национального представительства МТРК «Мир» в Азербайджане. 
В 2007 году защитил кандидатскую диссертацию на тему: "Поэтические особенности русских переводов произведений Гусейна Джавида". Автор одноименной монографии, 12 научных статей по филологии. 
Доктор философии в области филологии.
Член Объединения журналистов Азербайджана.

## Награды и премии
- Орден «За службу Отечеству» III степени (7 ноября 2016 года) — за заслуги в области телевидения и радио в Азербайджанской Республике[2].
- Орден Дружбы (16 октября 2012 года, Россия) — за большой вклад в развитие телерадиовещания и многолетнюю плодотворную деятельность[3].
- Заслуженный журналист Азербайджана (21 июля 2010 года) — за заслуги в развитии азербайджанской национальной печати[4].
- Лауреат медиа-премий "Золотое перо", имени Гасан-бека Зардаби, "Азербайджанское знамя", им. Микаила Мушфига, "Посол мира" Всемирной Международной и Межрелигиозной Федерации мира ООН.
- медаль "Древо Дружбы" Межпарламентской Ассамблеи Государств- участников СНГ и Межгосударственной Телерадиокомпании "Мир" "За выдающийся вклад в формирование информационного пространства СНГ" (2008)
- Почётный диплом Посольства России в Азербайджане (2018) — за подготовку высокопрофессиональных материалов о российско-азербайджанских отношениях в средствах массовой информации Азербайджана[5]